# Abu Abedalá Bortucali Maomé ibne Maomé
Abu Abedalá Bortucali Maomé ibne Maomé (em árabe:  أبو عبد الله البرتقالي محمد بن محمد; romaniz.: Abū `Abd Allah al-Burtuqālī Muḥammad ben Muḥammad) ou Maomé Bortucali (o Mulei Mafamede dos cronistas portugueses) chamado Bortucali (o Português; 1464 — 1526). Sucede a seu pai Maomé Xeique como sultão oatácida em 1504. Falece em Abril ou Junho de 1526, seu filho Amade Uatassi (Abu Alabás Amade ibne Maomé) tomando o poder depois de um golpe de estado, Maomé Bortucali tendo designado seu irmão Alboácem Ali ibne Maomé para suceder-lhe.

## Biografia
Mohammed, o Português, foi assim chamado por ter vivido cerca de dois anos em Portugal, aprendendo aí os costumes e a língua portuguesa.
Foi aí levado como cativo, quando, em Agosto de 1471, Arzila foi tomada pelas armadas de D. Afonso V. Encontrava-se ele na cidade (com duas mulheres do seu pai, segundo Rui de Pina - também com uma irmã segundo Damião de Góis), e apesar do rei de Fez Maomé Xeique, seu pai querer resgatá-los por grossa soma de dinheiro, D. Afonso não consentiu e trouxe-os ao Reino. "Era seu pensamento haver por eles os ossos do seu infeliz tio, o infante santo D. Fernando, o que de feito foi concertado no ano seguinte de 1472 (...) Do escâmbio se tirou o filho, então de 8 anos de idade, que no reino permaneceu dois anos (...). Mandou-o D. Afonso livremente a seu pai, procedimento de que Mulei Xeque se mostrou sempre muito agradecido".
Quanto a Mohammed al-Burtuqâlî, não parece têr guardado muita gratidão por isso, porque tornou-se um inimigo incansável dos cristãos.
Quando acaba por reinar, em 1504, tem apenas autoridade sobre Fez e Salé e arredores, o resto do país estando dirigido por autoridades tribais. Não consegue recuperar Arzila, apesar de várias tentativas, (em 1508 e 1515), nem Tânger (1511), e vê os Portugueses multiplicar praças fortes ao longo da costa: criação de Santa Cruz do cabo de Gué (actual Agadir), instalação em Mazagão (actual El Jadida), construção da fortaleza de Castelo de Aguz (actual Souira Kedima), na foz do rio Tensift, assim como o poder dos Saadianos tornar-se cada vez mais importante.

## Cronologia
- 1464: Nascimento
- 1471: É levado para Portugal como refém.
- 1473: É libertado. Volta para Marrocos.
- 1504: sucede a seu pai.
- 1508: tenta apoderar-se de Arzila.
- 1511: Maomé Aljazuli, chefe de uma poderosa zauia do Suz apoia a designação como chefe de guerra do Saadiano Abu Abedalá Alcaim.
- 1515: Nova tentativa de haver Arzila.
- 1524 : Os Saadianos apoderam-se de Marraquexe, com o apoio das tribos berberes do vale do Suz e do vale do Drá.
- 1526 : Morte de Bortucali, sucedendo-lhe seu irmão Alboácem Ali ibne Maomé, e pouco depois seu filho Amade Uatassi.

### Ligações e documentos externos
- Charles-André Julien, Histoire de l'Afrique du Nord, des origines à 1830, Éd. originale 1931, rééd. Payot, Paris, 1994, ISBN 978-2228-887892
- «ar» Les Wattassides / Banû al-Wattas (em árabe)
- Les dynasties musulmanes / Afrique du Nord, Wattasides
- Janine et Dominique Sourdel, Dictionnaire historique de l'islam, Ed. P.U.F., ISBN 978-2130-545361, p. 850, article Wattassides
- Clio, De la décadence mérinide au royaume saadien